# Francisco Moreno Barrón
Francisco Moreno Barrón (Salamanca, 3 ottobre 1954) è un arcivescovo cattolico messicano, dal 16 giugno 2016 arcivescovo metropolita di Tijuana.

## Biografia

### Formazione e ministero sacerdotale
Dopo aver compiuto gli studi filosofici e teologici presso il seminario maggiore di Morelia, ha conseguito il diploma in organo e pianoforte presso la scuola superiore di musica sacra di Morelia. È stato ordinato presbitero il 25 febbraio 1979 dall'arcivescovo emerito di Morelia Estanislao Alcaraz y Figueroa.
Si è incardinato nell'arcidiocesi di Morelia, divenendo rettore del tempio di Cristo Re a Morelia.

### Ministero episcopale
Il 2 febbraio 2002 papa Giovanni Paolo II lo ha nominato vescovo ausiliare di Morelia, assegnandogli la sede titolare di Gaguari. Ha ricevuto l'ordinazione episcopale il 20 marzo successivo dall'arcivescovo di Morelia Alberto Suárez Inda, divenuto in seguito cardinale, co-consacranti il nunzio apostolico in Messico Giuseppe Bertello e il vescovo di Zamora Carlos Suárez Cázares.
Il 10 settembre 2005 e il 30 maggio 2014 ha compiuto la visita ad limina.
È stato presidente della commissione episcopale per la pastorale giovanile per il triennio 2003-2006. Nel corso della LXXXII assemblea plenaria dell'episcopato messicano è stato nominato responsabile della dimensione giovanile della commissione episcopale per la famiglia, i giovani ei laici per il triennio 2006-2009.
Il 28 marzo 2008 papa Benedetto XVI lo ha nominato vescovo di Tlaxcala; ha preso possesso della diocesi il 28 maggio successivo.
All'interno della Conferenza Episcopale Messicana è stato coordinatore dell'area di musica liturgica della commissione episcopale per la pastorale liturgica; attualmente è responsabile della dimensione episcopale del ministero liturgico.
Il 16 giugno 2016 è stato nominato arcivescovo metropolita di Tijuana, succedendo a Rafael Romo Muñoz, dimessosi per raggiunti limiti d'età.
L'arcidiocesi è situata nell'est del Messico, al confine con gli Stati Uniti, ed è spesso meta di numerosi migranti giunti in carovane da Honduras, El Salvador e Guatemala: per questo motivo nel 2019 ha denunciato il fenomeno della migrazione richiedendo l'intervento delle autorità politiche affinché migliorino le condizioni dei cittadini costretti a lasciare il proprio Paese.
Dal 23 febbraio 2022 al 7 novembre 2023 è stato amministratore apostolico della diocesi di Mexicali.

## Genealogia episcopale e successione apostolica
La genealogia episcopale è:
- Cardinale Scipione Rebiba
- Cardinale Giulio Antonio Santorio
- Cardinale Girolamo Bernerio, O.P.
- Arcivescovo Galeazzo Sanvitale
- Cardinale Ludovico Ludovisi
- Cardinale Luigi Caetani
- Cardinale Ulderico Carpegna
- Cardinale Paluzzo Paluzzi Altieri degli Albertoni
- Papa Benedetto XIII
- Papa Benedetto XIV
- Papa Clemente XIII
- Cardinale Marcantonio Colonna
- Cardinale Giacinto Sigismondo Gerdil, B.
- Cardinale Giulio Maria della Somaglia
- Cardinale Carlo Odescalchi, S.I.
- Cardinale Costantino Patrizi Naro
- Cardinale Lucido Maria Parocchi
- Papa Pio X
- Cardinale Gaetano De Lai
- Cardinale Raffaele Carlo Rossi, O.C.D.
- Cardinale Amleto Giovanni Cicognani
- Arcivescovo Girolamo Prigione
- Cardinale Alberto Suárez Inda
- Arcivescovo Francisco Moreno Barrón

La successione apostolica è:
- Vescovo Mario Nicolás Villanueva Arellano (2024)